# Guor Maker
Guor Maker, precedentemente conosciuto come Guor Marial (Pariang, 15 aprile 1984), è un maratoneta sudsudanese naturalizzato statunitense.

## Biografia
Guor Marial è nato in Sudan del Sud poco dopo l'inizio della seconda guerra civile sudanese. A 14 anni è fuggito dal Sudan dopo un'incursione nel suo villaggio di militari sudanesi che gli spaccarono la mandibola con il calcio di un fucile e uccisero gran parte della sua famiglia.
Qualificatosi per i Giochi olimpici di Londra 2012 grazie a un personale di 2h12'55", ha dovuto gareggiare sotto la bandiera degli Atleti Olimpici Indipendenti, poiché il Sudan del Sud non aveva ancora un comitato olimpico nazionale, e dopo aver rifiutato la proposta di gareggiare per il Sudan; nella gara della maratona si è classificato 47º, con il tempo di 2h19'32".
Nel febbraio 2013, diventa statunitense e cambia il suo nome in Guor Mading Maker.

## Palmarès
| Anno | Manifestazione  | Sede           | Evento   | Risultato | Prestazione | Note |
| ---- | --------------- | -------------- | -------- | --------- | ----------- | ---- |
| 2012 | Giochi olimpici | Londra         | Maratona | 47º       | 2h19'32"    |      |
| 2016 | Giochi olimpici | Rio de Janeiro | Maratona | 82º       | 2h22'45"    |      |

## Altre competizioni internazionali
2012
- 6º alla San Diego Rock 'n' Roll Marathon ( San Diego) - 2h12'55"

2013
- 34º alla Maratona di New York ( New York) - 2h30'13"

2016
- 14º alla Maratona di Ottawa ( Ottawa) - 2h28'49"